# Basilica di Sant'Elia
La basilica di Sant'Elia a Castel Sant'Elia sorge al centro della valle Suppentonia che sin dai primi secoli dell'era cristiana si distinse come centro anacoreta e quindi benedettino.
È parte di un complesso noto con il nome di Santuario pontificio di Santa Maria "ad rupes".

## Storia
Intorno al 520 il franco sant'Anastasio di Suppentonia, notaio della curia romana, vi fondò un monastero (se ne ha una prima notizia in un papiro del 557 conservato nell'Archivio vescovile di Ravenna; successivamente è stato citato da papa Gregorio I nei suoi dialoghi). All'inizio dell'XI secolo l'abate Elia costruì la basilica che è stata citata, fra gli altri, da papa Gregorio VII nel 1076, da Alessandro III nel 1176, da papa Innocenzo III nel 1211. Nel 1607 la caduta di un masso dalla rupe danneggiò la parete laterale sinistra: la riparazione fu curata dai Farnese che possedettero la basilica fra il 1540 e il 1649. Nel 1740 inizia per Sant'Elia un periodo di decadenza causato dall'apertura della nuova chiesa parrocchiale di Sant'Antonio Abate che si concluse solo sotto il pontificato di papa Pio IX, quando l'architetto Vespignani ne iniziò il restauro. Restauri più recenti sono quelli del 1960 (affreschi e copertura), 1994 (portali), 1997 (pavimentazione musiva) e 2003 (pavimento in cotto della zona absidale della sacrestia e della cripta).

## Descrizione

### Esterno

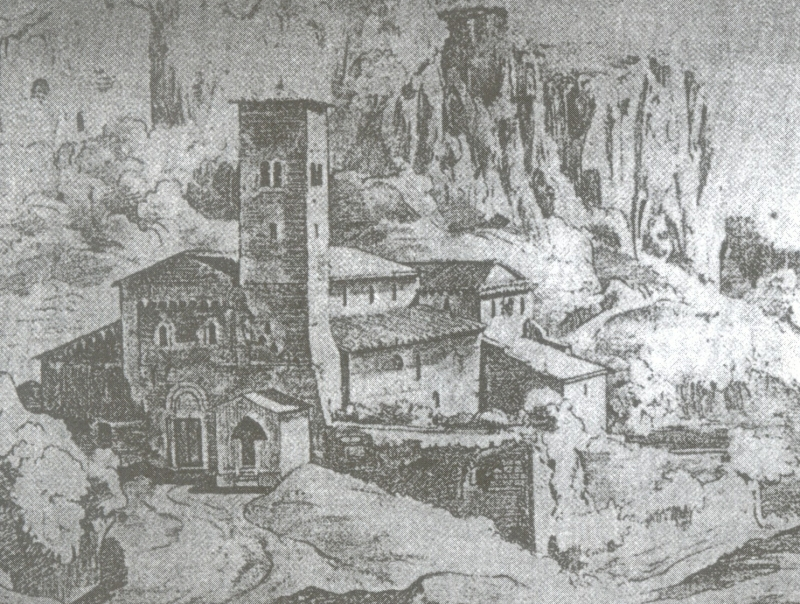
La Basilica di Sant'Elia in una stampa del 1826 (E. Fries)

La semplice facciata risale al XII secolo e segue la forma delle facciate affiancate da ali laterali. Presenta nella parte superiore la decorazione delle arcatelle pensili ed ospita tre portali: il portale destro, in corrispondenza della lunetta, presenta una decorazione pittorica, quello sinistro e quello centrale sono stati realizzati con frammenti di marmo. In alto emergono, a simboleggiare il verbo cristiano, due teste di arieti: quella di sinistra assiste alla negatività delle scene sottostanti, mentre quella di destra è appagata dalla visione benefica.
Alla destra della facciata sorgeva la torre campanaria, edificata nel 1260 dai canonici di Santo Spirito in Sassia che avevano ricevuto la concessione del monastero da papa Alessandro IV due anni prima. Andò distrutta nel 1855.

### Interno

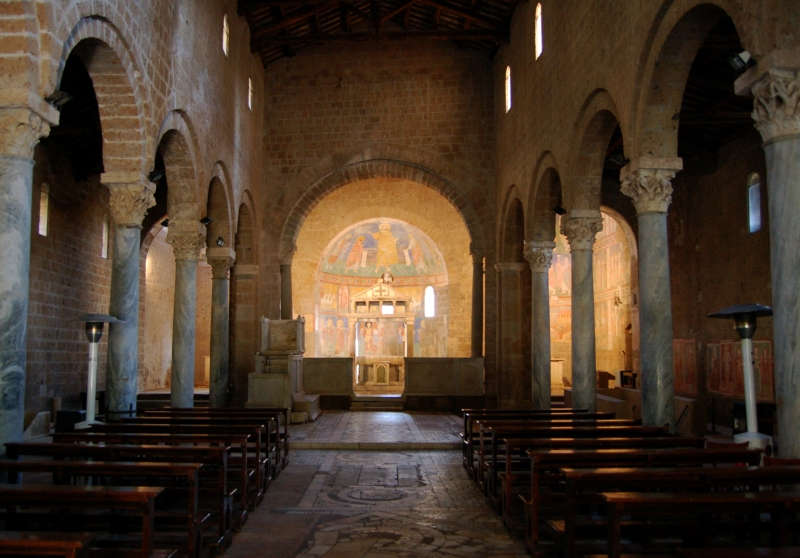
L'interno

Sant'Elia è una basilica in stile romanico il cui impianto planimetrico è costituito da tre navate e da un transetto, il tutto contenuto in un rettangolo sghembo. Le colonne che delimitano la navata centrale provengono quasi certamente dallo spoglio di ville e monumenti romani. La navata maggiore presenta sette archi per lato, sorretti da sei colonne con differenti capitelli corinzi e da due semi colonne terminali. Al transetto, che risulta sopraelevato di tre gradini, si accede attraverso tre arcate che lo separano dalle tre navate. L'abside è totalmente affrescato; i dipinti sono stati eseguiti, intorno all'anno mille, dai fratelli Giovanni e Stefano e da un nipote di Giovanni, Niccolò. L'altare maggiore è sormontato da un ciborio decorato da una croce cosmatesca e sorretto da quattro colonne. Della Schola Cantorum ci rimane solo l'ambone: nel suo lato destro verso la navata centrale il suo registro inferiore presenta la leggendaria quadratura del cerchio (fiore a otto petali) che simboleggia il desiderio di ricondurre l'elemento terrestre a quello celeste grazie alla rinascita mediante il battesimo. Nel lato destro verso la navata sinistra il pulpito presenta un altro registro databile all'epoca di papa Gregorio IV. Il transetto e parte della navata centrale presentano un pavimento cosmatesco del periodo alessandrino, nella zona centrale predomina il disegno di tondi intrecciati di porfido, ai lati vi è una doppia fila di lastre.

#### Affreschi

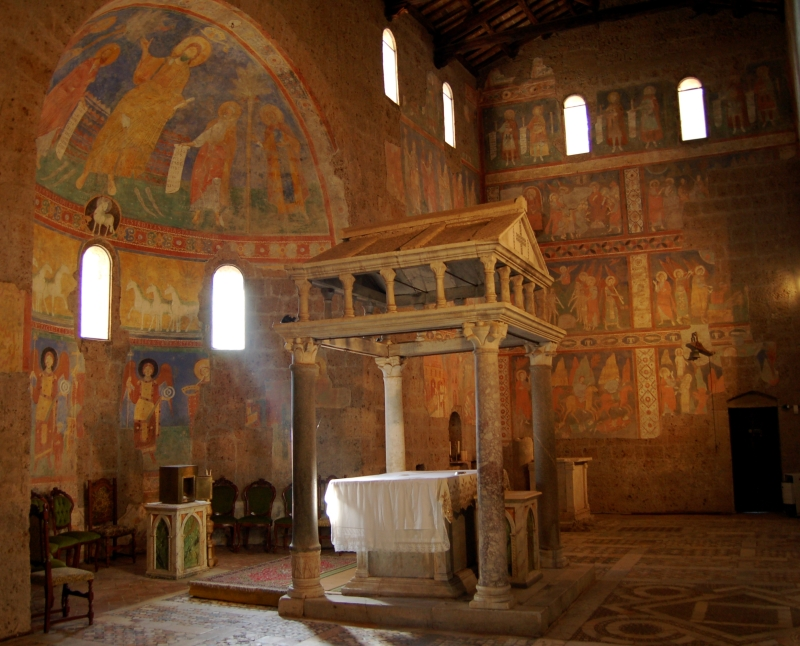
Il ciborio e una parte degli affreschi

Sono fra i più interessanti e meglio conservati fra tutte le chiese romaniche laziali. Il catino absidale è dominato nella parte alta dalla figura del Cristo Redentore con al fianco Pietro e Paolo e altri due santi non identificati. Più in basso dodici agnelli, che simboleggiano gli apostoli, in movimento verso l'Agnello di Dio. Nella parte inferiore è rappresentato un corteo di vergini che portano corone da offrire ad una Madonna che doveva essere raffigurata al centro del dipinto e che è andata distrutta. Rimangono due arcargeli, Michele e Raffaele, custodi di una figura in trono. Il lato sinistro del transetto risulta nudo, probabilmente a seguito della caduta del masso che nel 1607 lo distrusse. Il lato destro è ricoperto di affreschi che raffigurano visioni dell'apocalisse: in alto, una lunga teoria di profeti, più in basso la processione dei Vegliardi apocalittici diretti verso l'Agnello che sollevano in alto coppe d'oro velate. Segue la morte di sant'Anastasio con le esequie e il dolore dei monaci e l'arcangelo Michele chiama, dopo gli altri monaci, lo stesso Anastasio. Nella navata destra della basilica si rilevano dei riquadri dipinti da artisti locali.

#### Cripta
Si sviluppa su due ambienti: il primo, contenente la tomba di San Nonnoso, è collegato alla navata destra da una scala rettilinea ed è coperto da una volta a botte; il secondo, più ampio, si sviluppa sotto la parte centrale del transetto e dell'abside ed ospita la tomba di sant'Anastasio.